# Billy Talent (album)
Billy Talent är den andra fullängdsskivan av det kanadensiska rockbandet Billy Talent. Producent denna gång var Gavin "Golden" Brown. Albumet spelades in i slutet av år 2002 och släpptes den 16 september 2003. Bara i Kanada har skivan sålt tre gånger platina. 

## Låtlista
Alla låtar skrivna av Billy Talent
1. "This Is How It Goes" – 3:27
2. "Living in the Shadows" – 3:15
3. "Try Honesty" – 4:13
4. "Line & Sinker" – 3:37
5. "Lies" – 2:58
6. "The Ex" – 2:40
7. "River Below" – 3:00
8. "Standing in the Rain" – 3:20
9. "Cut the Curtains" – 3:50
10. "Prisoners of Today" – 3:53
11. "Nothing to Lose" – 3:38
12. "Voices of Violence" – 3:10

## Banduppsättning
- Benjamin Kowalewicz - sång
- Ian D'Sa - gitarr
- Jonathan Gallant - bas
- Aaron Solowoniuk - trummor